# Bataille des Bauches
Guerre de Vendée
Batailles
La bataille des Bauches se déroule le 2 septembre 1794 lors de la guerre de Vendée. Elle s'achève par la victoire des républicains qui repoussent une tentative d'attaque des Vendéens contre le camp de la Roullière.

## Déroulement
Le 2 septembre,, les Vendéens de la division de Montaigu, commandés par Pierre Rezeau, tentent une attaque contre le camp de La Roullière, près des Sorinières, alors tenu par environ 600 à 800 hommes,. Cependant, ils sont surpris en chemin au village des Grandes Bauches, à la lisière de la forêt de Touffou, par des troupes de la garnison du camp commandées par le général Jacob qui passaient par là par hasard. Les Vendéens sont repoussés et s'enfuient à l'intérieur de la forêt. Leurs pertes sont de 32 morts.
Le 3 septembre, à Fontenay-le-Comte, le général Vimeux écrit dans son rapport au Comité de salut public que « Les brigands ont attaqué hier le camp de la Roullière, commandé par le général Jacob, et celui de Chiché, commandé par le général Legros. Ils ont été repoussés et poursuivis sur les deux points. »